# Poetic Justice
Poetic Justice is een Amerikaanse film uit 1993 onder regie van John Singleton. De hoofdrollen worden vertolkt door Janet Jackson en Tupac Shakur.

## Verhaal
Justice is een jonge vrouw die woont in South Central in Los Angeles. Haar naam Justice is gegeven door haar moeder, die geboorte gaf aan haar dochter tijdens de studie recht. Nadat ze haar vriend vermoord heeft zien worden, is ze zwaar depressief. Ze besluit om haar studie op te geven en kapster te worden. Om haar depressie te bestrijden, schrijft ze poëzie. Na een tijdje, ontmoet ze een postambtenaar, alleenstaande vader genaamd Lucky (Tupac Shakur), en op weg naar Oakland wordt ze gedwongen met hem mee te rijden terwijl ze nooit met hem heeft kunnen opschieten. Na veel gebekvecht komen ze erachter dat ze het eigenlijk over erg veel zaken eens zijn, en langzaam groeien ze naar elkaar toe.

## Rolverdeling
| Acteur               | Personage |
| -------------------- | --------- |
| Janet Jackson        | Justice   |
| Tupac Shakur         | Lucky     |
| Regina King          | Iesha     |
| Joe Torry            | Chicago   |
| Tyra Ferrell         | Jessie    |
| Roger Guenveur Smith | Heywood   |
| Billy Zane           | Brad      |
| Lori Petty           | Penelope  |
| Khandi Alexander     | Simone    |
| Maya Angelou         | Aunt June |
| Jenifer Lewis        | Anne      |

## Prijzen
- Oscar: Best Original Song (Again) - Genomineerd
- Golden Globe: Best Original Song (Again) - Genomineerd